# Alytana
Alytana is een geslacht van vlinders uit de familie van de grasmotten (Crambidae), uit de onderfamilie Spilomelinae. De wetenschappelijke naam van dit geslacht is voor het eerst voorgesteld door Jay Shaffer en Eugene Gordon Munroe in een publicatie uit 2007. De soorten van dit geslacht komen voor in tropisch Afrika.

## Soorten
- A. aldabralis (Viette, 1958)
- A. bifurcalis Seizmair, 2019